# Mode Records
Pour les articles homonymes, voir Mode Records (label de jazz).

Logo de Mode Records

Mode Records est un label discographique basé à New York, spécialisé dans la musique classique contemporaine, expérimentale et avant-gardiste. Il a publié des compositeurs tels que John Cage, Morton Feldman et Harry Partch, Giacinto Scelsi, et travaille avec des interprètes comme Aki Takahashi, Martine Joste, le Quatuor Arditti et Motion Ensemble.

## N&R
1. ↑  « Mode Records », sur Mode Records (consulté le 10 février 2021)